# Euchomenella finoti
Euchomenella finoti är en bönsyrseart som beskrevs av Roger Roy 2001. Euchomenella finoti ingår i släktet Euchomenella och familjen Mantidae. Inga underarter finns listade i Catalogue of Life.